# Давид Мареро
Давид Мареро Сантана (шп. David Marrero; рођен 8. априла 1980. године у Лас Палмас де Гран Канарији, Шпанија) је шпански тенисер. Игра у конкуренцији парова а најбољи пласман на АТП листи остварио је у новембру 2013. када је заузимао пето место. У досадашњој каријери је освојио 14 АТП турнира и играо у још 16 финала.
2013. је тријумфовао на Завршном турниру сезоне у Лондону у пару са Фернандом Вердаском. Њих двојица су савладали прве носиоце браћу Брајан после три сета. Две године касније освојио је турнир мастерс 1000 серије у Риму, а дубл партнер му је био Уругвајац Пабло Куевас. Тада је у два сета побеђена шпанска комбинација Гранољерс/Лопез.

## Финала завршног првенства сезоне

### Парови: 1 (1:0)
| Исход    | Бр. | Година | Турнир | Подлога   | Партнер           | Противници             | Резултат              |
| -------- | --- | ------ | ------ | --------- | ----------------- | ---------------------- | --------------------- |
| Победник | 1.  | 2013.  | Лондон | Тврда (д) | Фернандо Вердаско | Боб Брајан Мајк Брајан | 7:5, 6:7(3:7), [10:7] |

## Финала АТП мастерс 1000 серије

### Парови: 2 (1:1)
| Исход     | Бр. | Година | Турнир | Подлога | Партнер           | Противници                  | Резултат                   |
| --------- | --- | ------ | ------ | ------- | ----------------- | --------------------------- | -------------------------- |
| Финалиста | 1.  | 2013.  | Шангај | Тврда   | Фернандо Вердаско | Иван Додиг Марсело Мело     | 6:7(2:7), 7:6(8:6), [2:10] |
| Победник  | 1.  | 2015.  | Рим    | Шљака   | Пабло Куевас      | Марсел Гранољерс Марк Лопез | 6:4, 7:5                   |

## АТП финала

### Парови: 30 (14:16)
| Легенда                        |
| ------------------------------ |
| Гренд слем турнири (0:0)       |
| Завршно првенство сезоне (1:0) |
| АТП мастерс 1000 (1:1)         |
| АТП 500 (5:3)                  |
| АТП 250 (7:12)                 |

| Финала по подлози |
| ----------------- |
| Тврда (2:3)       |
| Шљака (12:12)     |
| Трава (0:1)       |

| Финала по локацији |
| ------------------ |
| Отворено (12:14)   |
| Дворана (2:2)      |

| Исход     | Бр. | Датум               | Турнир                  | Подлога   | Партнер            | Противници                                   | Резултат                   |
| --------- | --- | ------------------- | ----------------------- | --------- | ------------------ | -------------------------------------------- | -------------------------- |
| Победник  | 1.  | 9. мај 2010.        | Есторил, Португал       | Шљака     | Марк Лопез         | Пабло Куевас Марсел Гранољерс                | 6:7(1:7), 6:4, [10:4]      |
| Победник  | 2.  | 25. јул 2010.       | Хамбург, Немачка        | Шљака     | Марк Лопез         | Жереми Шарди Пол-Анри Матје                  | 6:3, 2:6, [10:8]           |
| Финалиста | 1.  | 1. мај 2011.        | Есторил, Португал       | Шљака     | Марк Лопез         | Ерик Буторак Жан-Жилијен Ројер               | 3:6, 4:6                   |
| Финалиста | 2.  | 21. мај 2011.       | Ница, Француска         | Шљака     | Сантијаго Гонзалез | Ерик Буторак Жан-Жилијен Ројер               | 3:6, 4:6                   |
| Финалиста | 3.  | 24. септембар 2011. | Букурешт, Румунија      | Шљака     | Јулијан Ноул       | Данијеле Браћали Потито Стараче              | 6:3, 4:6, [8:10]           |
| Финалиста | 4.  | 23. октобар 2011.   | Москва, Русија          | Тврда (д) | Карлос Берлок      | Франтишек Чермак Филип Полашек               | 3:6, 1:6                   |
| Победник  | 3.  | 26. фебруар 2012.   | Буенос Ајрес, Аргентина | Шљака     | Фернандо Вердаско  | Михал Мертинак Андре Са                      | 6:4, 6:4                   |
| Победник  | 4.  | 4. март 2012.       | Акапулко, Мексико       | Шљака     | Фернандо Вердаско  | Марсел Гранољерс Марк Лопез                  | 6:3, 6:4                   |
| Финалиста | 5.  | 6. мај 2012.        | Есторил, Португал (2)   | Шљака     | Јулијан Ноул       | Ајсам-ул-Хак Куреши Жан-Жилијен Ројер        | 5:7, 5:7                   |
| Победник  | 5.  | 14. јул 2012.       | Умаг, Хрватска          | Шљака     | Фернандо Вердаско  | Марсел Гранољерс Марк Лопез                  | 6:3, 7:6(7:4)              |
| Победник  | 6.  | 22. јул 2012.       | Хамбург, Немачка (2)    | Шљака     | Фернандо Вердаско  | Данијел Муњоз де ла Нава Рожерио Дутра Силва | 6:4, 6:3                   |
| Финалиста | 6.  | 28. октобар 2012.   | Валенсија, Шпанија      | Тврда (д) | Фернандо Вердаско  | Александар Пеја Бруно Соарес                 | 3:6, 2:6                   |
| Победник  | 7.  | 2. март 2013.       | Акапулко, Мексико (2)   | Шљака     | Лукаш Кубот        | Симоне Болели Фабио Фоњини                   | 7:5, 6:2                   |
| Победник  | 8.  | 27. јул 2013.       | Умаг, Хрватска (2)      | Шљака     | Мартин Клижан      | Николас Монро Симон Штадлер                  | 6:1, 5:7, [10:7]           |
| Победник  | 9.  | 22. септембар 2013. | Санкт Петербург, Русија | Тврда (д) | Фернандо Вердаско  | Доминик Инглот Денис Истомин                 | 7:6(8:6), 6:3              |
| Финалиста | 7.  | 13. октобар 2013.   | Шангај, Кина            | Тврда     | Фернандо Вердаско  | Иван Додиг Марсело Мело                      | 6:7(2:7), 7:6(8:6), [2:10] |
| Победник  | 10. | 11. новембар 2013.  | Лондон, В. Британија    | Тврда (д) | Фернандо Вердаско  | Боб Брајан Мајк Брајан                       | 7:5, 6:7(3:7), [10:7]      |
| Финалиста | 8.  | 23. фебруар 2014.   | Рио, Бразил             | Шљака     | Марсело Мело       | Хуан Себастијан Кабал Роберт Фара            | 4:6, 2:6                   |
| Финалиста | 9.  | 13. април 2014.     | Хјустон, САД            | Шљака     | Фернандо Вердаско  | Боб Брајан Мајк Брајан                       | 6:4, 4:6, [9:11]           |
| Финалиста | 10. | 4. мај 2014.        | Оеирас, Португал (3)    | Шљака     | Пабло Куевас       | Сантијаго Гонзалез Скот Липски               | 3:6, 6:3, [8:10]           |
| Финалиста | 11. | 3. мај 2015.        | Каскаис, Португал       | Шљака     | Марк Лопез         | Трит Хјуи Скот Липски                        | 1:6, 4:6                   |
| Победник  | 11. | 17. мај 2015.       | Рим, Италија            | Шљака     | Пабло Куевас       | Марсел Гранољерс Марк Лопез                  | 6:4, 7:5                   |
| Финалиста | 12. | 27. јун 2015.       | Нотингем, В. Британија  | Трава     | Пабло Куевас       | Крис Гучиони Андре Са                        | 2:6, 5:7                   |
| Финалиста | 13. | 21. фебруар 2016.   | Рио, Бразил (2)         | Шљака     | Пабло Карењо Буста | Хуан Себастијан Кабал Роберт Фара            | 6:7(5:7), 1:6              |
| Финалиста | 14. | 28. фебруар 2016.   | Сао Пауло, Бразил       | Шљака     | Пабло Карењо Буста | Хулио Пералта Орасио Зебаљос                 | 6:4, 1:6, [5:10]           |
| Победник  | 12. | 17. јул 2016.       | Бостад, Шведска         | Шљака     | Марсел Гранољерс   | Маркус Данијел Марсело Демолинер             | 6:2, 6:3                   |
| Победник  | 13. | 23. јул 2016.       | Умаг, Хрватска (3)      | Шљака     | Мартин Клижан      | Никола Мектић Антонио Шанчић                 | 6:4, 6:2                   |
| Финалиста | 15. | 19. фебруар 2017.   | Буенос Ајрес, Аргентина | Шљака     | Сантијаго Гонзалез | Хуан Себастијан Кабал Роберт Фара            | 1:6, 4:6                   |
| Финалиста | 16. | 7. мај 2017.        | Есторил, Португал (2)   | Шљака     | Томи Робредо       | Рајан Харисон Мајкл Винус                    | 5:7, 2:6                   |
| Победник  | 14. | 25. фебруар 2018.   | Рио, Бразил             | Шљака     | Фернандо Вердаско  | Никола Мектић Александар Пеја                | 5:7, 7:5, [10:8]           |